# Yerisbel Miranda Llanes
Yerisbel Miranda Llanes (nascuda el 1987) és una jugadora d'escacs cubana que té el títol de Mestra Internacional des de 2011, i el de Gran Mestra Internacional des de 2022.

## Resultats destacats en competició
L'any 2017, Yerisbel Miranda Llanes va compartir el primer lloc amb Danitza Vázquez i Maritza Arribas Robaina al Torneig Zonal 2.3 del Campionat del Món d'escacs femení, i es va classificar per al Campionat del Món d'escacs femení de 2018. L'any 2017, a Pinar del Río Yerisbel Miranda Llanes va guanyar el Campionat de Cuba femení d'escacs. El 2018, Yerisbel Miranda Llanes va guanyar la medalla de plata (la campiona fou Deysi Cori) al Campionat Panamericà d'escacs femení.
Yerisbel Miranda Llanes ha representat Cuba a les Olimpíades d'escacs femenines:
- El 2018, al tauler reserva a la 43a Olimpíada d'escacs (femenina) a Batumi (=7 =0 -1).